# Gletterens
Gletterens ist eine politische Gemeinde im Distrikt Broye des Kantons Freiburg in der Schweiz.

## Geographie
Gletterens liegt auf 486 m ü. M., 8 km nördlich von Payerne (Luftlinie). Das Dorf erstreckt sich auf dem breiten Höhenrücken zwischen dem Ostufer des Neuenburgersees und der Broyeebene, im nordwestlichen Freiburger Mittelland.
Die Fläche des 3,0 km² grossen Gemeindegebiets umfasst einen Abschnitt am Ostufer des Neuenburgersees (rund 1,5 km Seeuferlinie). Im Bereich von Gletterens besitzt der See einen flachen bis zu 1 km breiten Uferrandstreifen, der mit Ausnahme des Geländes nördlich des Dorfes von einem Schilf- und Sumpfwaldgürtel (Les Grèves) bestanden ist. Diese Zonen gehören zum Naturschutzgebiet der Grande Cariçaie. Vom flachen Uferrandstreifen erstreckt sich der Gemeindeboden südwärts über einen rund 20 m hohen bewaldeten Steilhang auf das Plateau des angrenzenden Höhenrückens. Hier wird auf der Flur Fin de Gros Bois mit 498 m ü. M. der höchste Punkt von Gletterens erreicht. Die westliche Grenze bildet das leicht in das Plateau eingeschnittene Tälchen des Ruisseau de Robin, der nahe beim Hof Ostende in den See mündet. Von der Gemeindefläche entfielen 1997 16 % auf Siedlungen, 18 % auf Wald und Gehölze, 53 % auf Landwirtschaft, und etwas weniger als 13 % war unproduktives Land (Schilfgürtel).
Zu Gletterens gehören eine Ferienhaussiedlung nahe dem Ufer des Neuenburgersees sowie einige Einzelhöfe. Nachbargemeinden von Gletterens sind Delley-Portalban und Vallon im Kanton Freiburg sowie Grandcour und Chevroux im Kanton Waadt.

## Bevölkerung
Mit 1135 Einwohnern (Stand 31. Dezember 2023) gehört Gletterens zu den kleineren Gemeinden des Kantons Freiburg. Von den Bewohnern sind 71,8 % französischsprachig, 25,9 % deutschsprachig, und 0,9 % sprechen Italienisch (Stand 2000). Die Bevölkerungszahl von Gletterens belief sich 1850 auf 251 Einwohner, 1900 auf 235 Einwohner. Bis 1940 nahm die Bevölkerung leicht auf 269 Einwohner zu, danach erfolgte durch starke Abwanderung ein Rückgang um fast 35 % auf 176 Personen im Jahr 1970. Erst seither wurde ein rasches Bevölkerungswachstum verbunden mit einer Verdreifachung der Einwohnerzahl innerhalb von 30 Jahren verzeichnet.

## Wirtschaft und Tourismus
Gletterens war bis in die zweite Hälfte des 20. Jahrhunderts ein vorwiegend durch die Landwirtschaft geprägtes Dorf. Noch heute haben der Ackerbau, der Obstbau und die Viehzucht einen gewissen Stellenwert in der Erwerbsstruktur der Bevölkerung. Weitere Arbeitsplätze sind im lokalen Kleingewerbe und im Dienstleistungssektor vorhanden, darunter in einem Gartenbauunternehmen und in einem Betrieb der Elektrobranche. In den letzten Jahrzehnten hat sich Gletterens dank seiner attraktiven Lage auch zu einer Wohngemeinde entwickelt. Viele Erwerbstätige sind deshalb Wegpendler, die hauptsächlich in Estavayer-le-Lac sowie in der Region Payerne arbeiten.
Seit den 1960er Jahren hat Gletterens Anstrengungen unternommen, den Tourismus anzukurbeln. In der flachen Zone nahe dem Seeufer wurden zahlreiche Ferien- und Wochenendhäuser erbaut, daneben gibt es einen Campingplatz und einen kleinen Bootshafen.

## Verkehr
Die Gemeinde liegt abseits der grösseren Durchgangsstrassen an einer Verbindungsstrasse von Grandcour nach Portalban. Durch einen Postautokurs, der von Payerne nach Chevroux verkehrt, ist Gletterens an das Netz des öffentlichen Verkehrs angebunden. Zu gewissen Tageszeiten verkehren auch Busse der Transports publics Fribourgeois von Gletterens nach Domdidier.

## Geschichte
Das Gemeindegebiet von Gletterens war schon sehr früh besiedelt. Entlang des Seeufers wurden drei Siedlungsplätze aus dem Neolithikum erforscht, die der Cortaillod-Kultur und der Horgener Kultur zugeschrieben wurden.
Die erste urkundliche Erwähnung des Ortes erfolgte 1239 unter dem Namen Lieterins. Später erschienen zahlreiche weitere Schreibweisen, nämlich Glicterens, Licterens, Lyetorens (1343), Lieterens (1356), erstmals Gletterens (1403), danach noch Glieterens (1422), Glecterens (1520) und Lietterens (1755). Der Ortsname ist vom burgundischen Personennamen Leutarius abgeleitet und bedeutet mit dem Suffix -ens so viel wie bei den Leuten des Leutarius.
Seit dem 14. Jahrhundert unterstand Gletterens der Herrschaft Montagny. Mit dieser Herrschaft gelangte das Dorf 1478 unter die Oberhoheit von Freiburg und wurde der Vogtei Montagny zugeordnet, wobei es eine Exklave bildete. Nach dem Zusammenbruch des Ancien Régime (1798) gehörte Gletterens während der Helvetik zum Bezirk Avenches, ab 1803 zum Bezirk Montagny und ab 1830 zum Bezirk Dompierre, bevor es 1848 in den Bezirk Broye eingegliedert wurde.
Im Rahmen der seit 2000 vom Kanton Freiburg geförderten Gemeindefusionen stand zunächst eine Fusion von Gletterens mit Delley und Portalban zur Debatte. Die Dorfbewohner von Gletterens widersetzten sich jedoch einer Fusion, weshalb die Gemeinde bisher politisch selbständig blieb.

## Sehenswürdigkeiten
- Die Pfarrkirche Sainte-Marie wurde in den Jahren 1877 bis 1878 erbaut, nachdem das Dorf 1858 zu einer selbständigen Pfarrei erhoben worden war.
- 1998 wurde das Village Lacustre eröffnet, in dem ein Pfahlbaudorf nachgebaut wurde. Hier kann man die Lebensweise und die Handwerkskunst der neolithischen Bauern besichtigen.

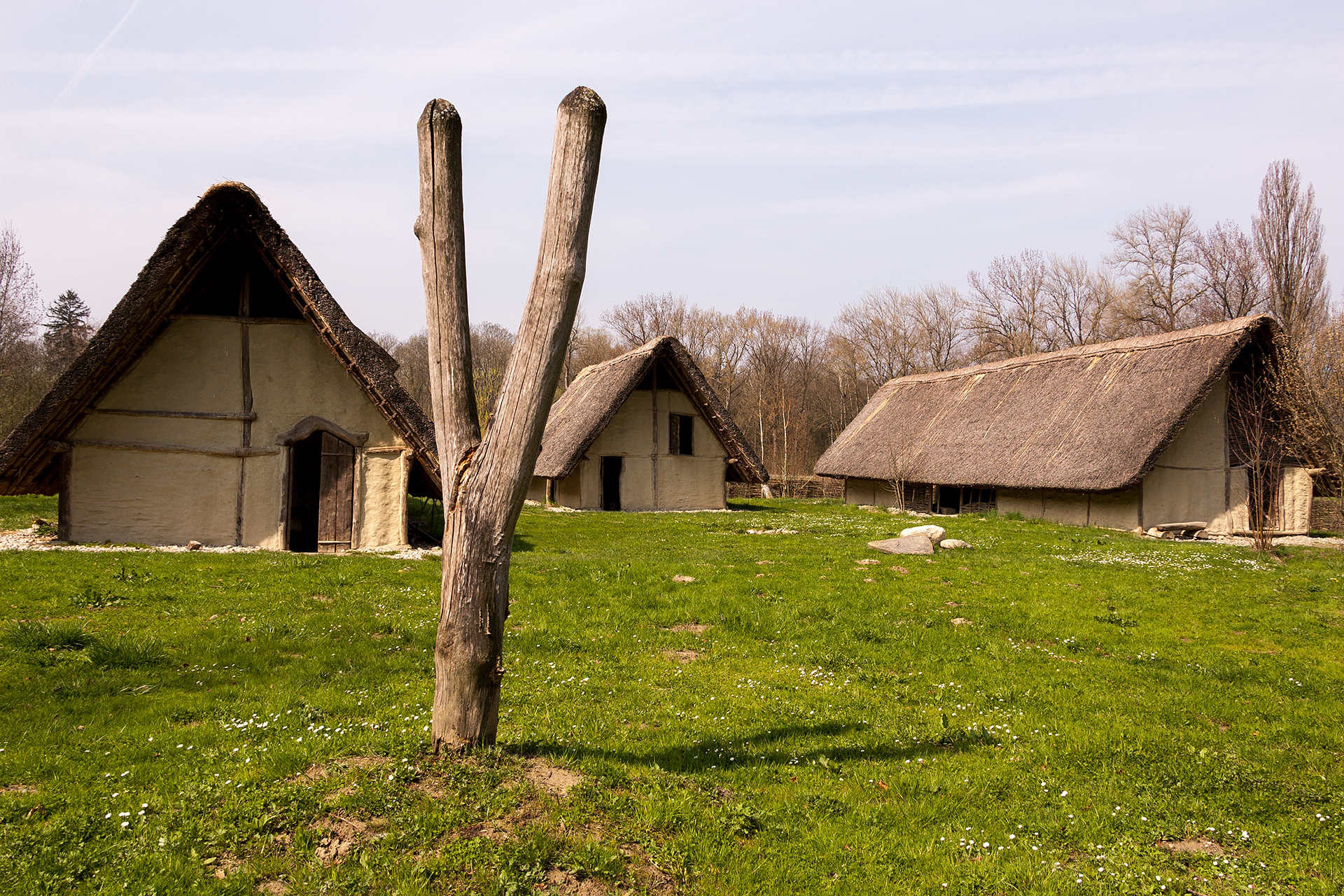
Pfahlbaudorf Village Lacustre
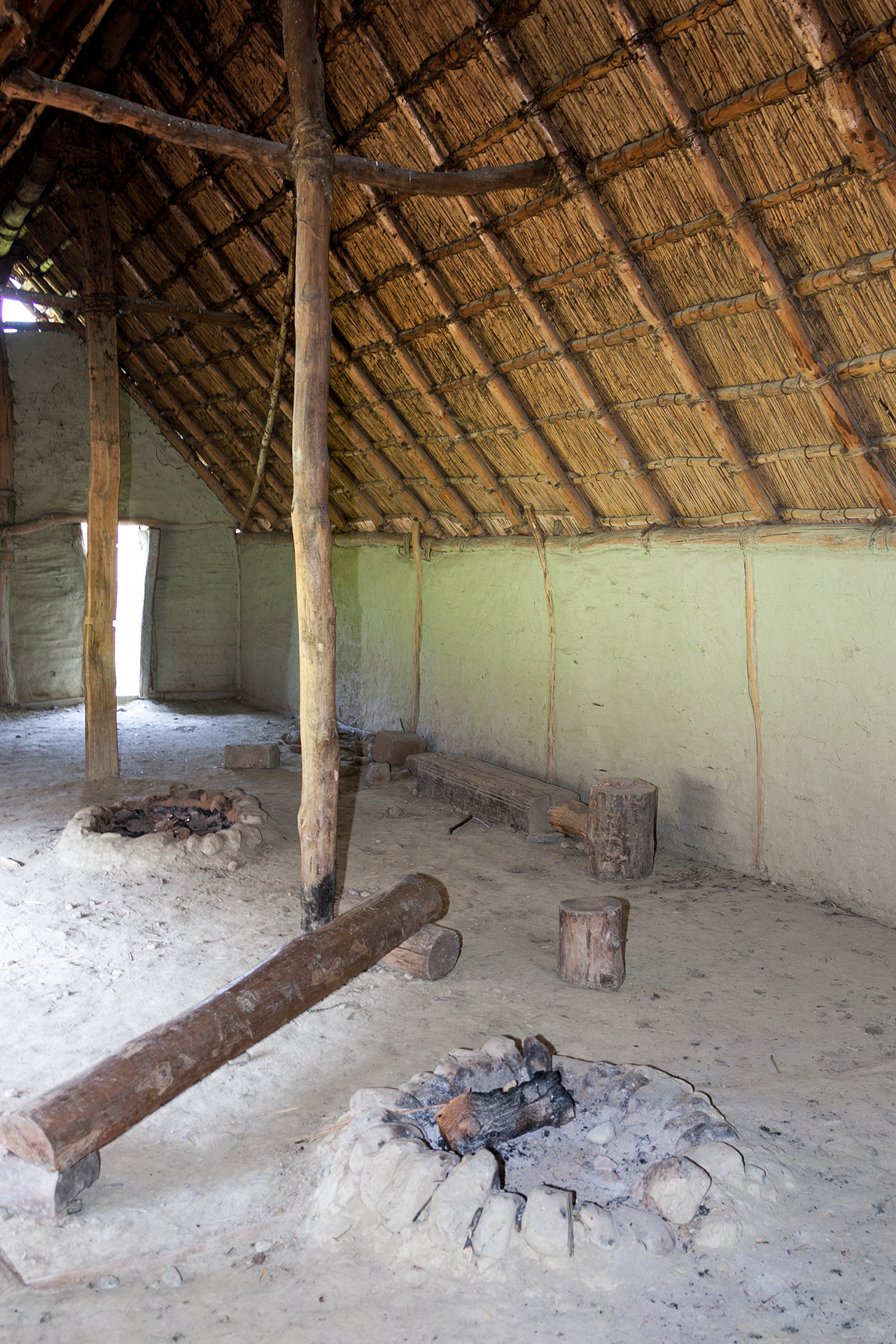
Feuerstelle in einem Pfahlbauhaus
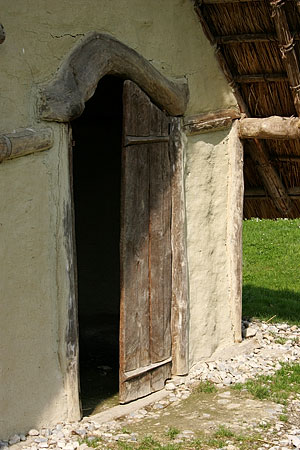
Hauseingang in ein Pfahlbauhaus
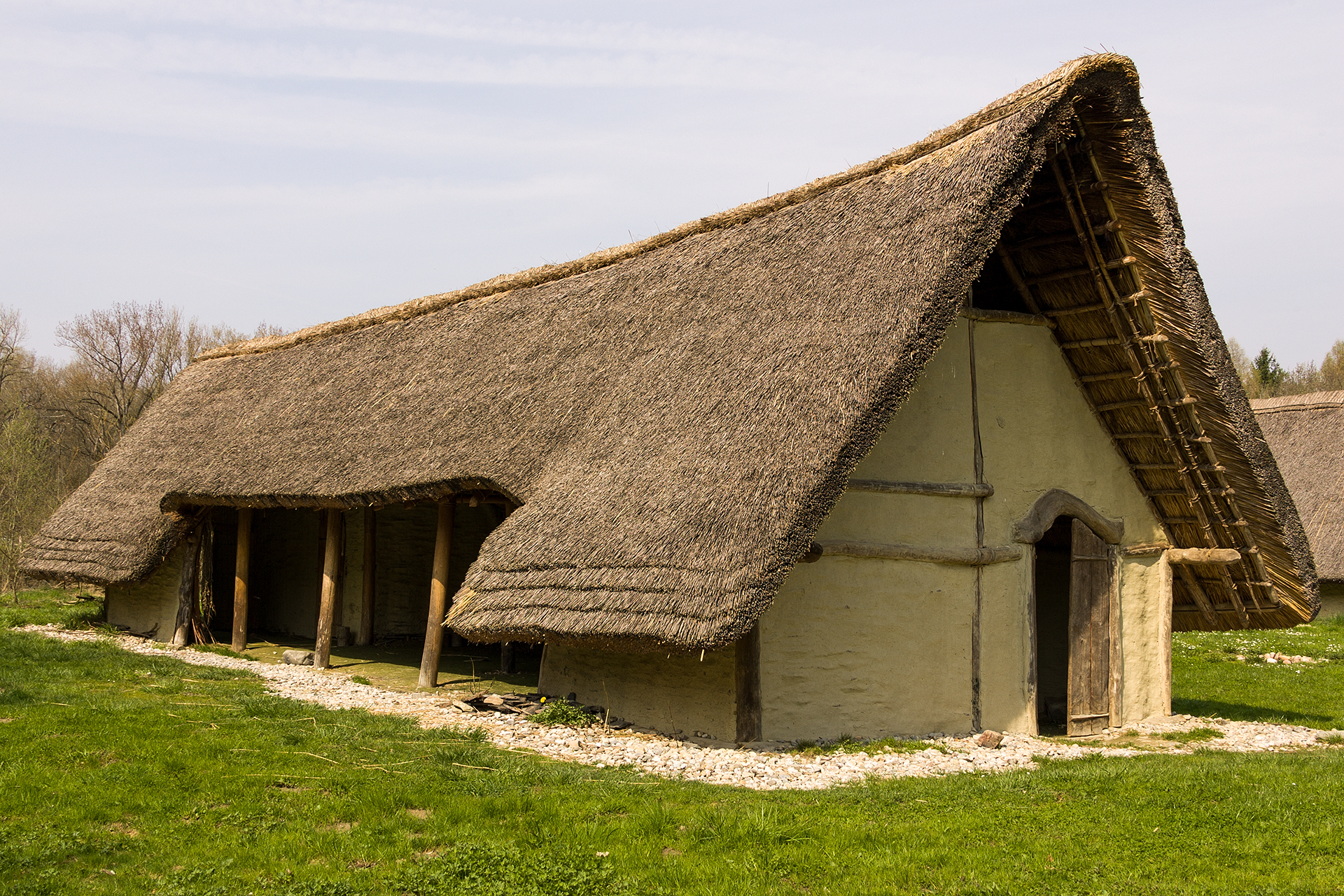
Pfahlbauhaus